# Kálmán Ghyczy

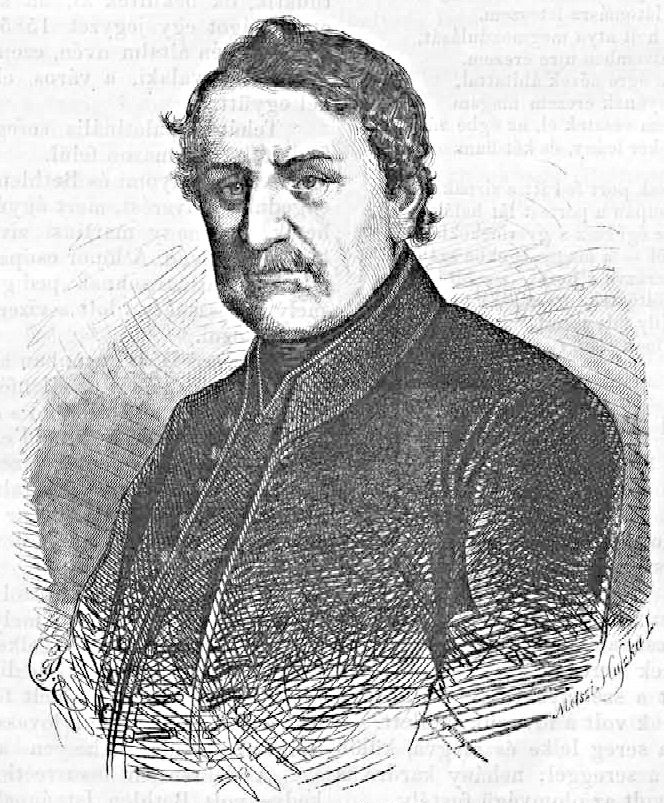
Kálmán Ghyczy, 1861

Kálmán Ghyczy von Ghicz, Assakürt und Ablánczkürt (* 2. Februar 1808 in Komárom; † 28. Februar 1888 in Budapest) war ein ungarischer Jurist und Minister.

## Leben
Ghyczy studierte die Rechtswissenschaft, wurde 1830 zum Herrschaftsadvokaten an der königlichen Besitzung Ráckeve auf der Donauinsel Csepel (im Pester Komitat), 1833 zum ersten Vizenotar des Komorner Komitats mit dem Titel eines Obernotars, und 1839 zum Komitatsobernotar ernannt. 1843 wurde er in den Landtag gewählt, wo er große Geschäftsgewandtheit zeigte. Zugleich wurde er zum ersten Vizegespan seines Komitats gewählt, 1847 zum Protonotar an der königlichen Tafel und darauf zum Protonotar (ordentlichen Richter) an der Septemviraltafel, dem obersten Gerichtshof des Landes, befördert.
1848 wurde er Unterstaatssekretär des Justizministers Ferenc Deák. Auch wurde er vom Komorner Komitat zum Mitglied des Reichstags von 1848 wiedergewählt. Nach dem Rücktritt Deáks im September stand Ghyczy an der Spitze des Justizministeriums.
Als der Reichstag im Dezember den Krieg mit Österreich aufnahm, zog er sich ins Privatleben zurück. 1861 vom Komorner Komitat wieder ins Abgeordnetenhaus gewählt, wurde er Präsident desselben und Führer der Linken.
Bei den Ausgleichsverhandlungen mit Österreich verfocht er die reine Personalunion, suchte 1867 als Mitglied der Delegation die Quote Ungarns für das gemeinsame Budget so niedrig wie möglich zu halten, hielt sich aber seit dem Ausgleich selbst zur Opposition und von den Delegationen fern.
Erst 1873, als die Deáksche Partei sich auflöste, bildete er eine Mittelpartei, die sich auf den Standpunkt des Ausgleichs stellte. Als im März 1874 das Ministerium József Szlávy seine Entlassung nahm und der Präsident des Abgeordnetenhauses, István Bittó, mit der Bildung eines neuen Ministeriums beauftragt wurde, übertrug er Ghyczy das Finanzministerium. Am 28. Oktober legte Ghyczy dem Abgeordnetenhaus das Budget für 1875 vor und verlangte zur Deckung des 28 Millionen Gulden betragenden Defizits einen Zuschlag von 25 Prozent zu sämtlichen Steuern und einige neue Steuern. Als diese Vorschläge nicht angenommen wurden, entließ das Ministerium Bittó am 11. Februar 1875 Ghyczy.
Ghyczy wurde am 5. März wieder zum Präsidenten des Abgeordnetenhauses gewählt. Im April 1879 legte er sein Abgeordnetenmandat nieder und zog sich in das Privatleben zurück.